# خربش (همدان)

تعديل مصدري - تعديل

خربش هي إحدى قرى عزلة ربع همدان بمديرية همدان التابعة لمحافظة صنعاء، بلغ تعداد سكانها 93 نسمة حسب تعداد اليمن لعام 2004.